# Cynanchum aemulans
Cynanchum aemulans är en oleanderväxtart som först beskrevs av Rudolf Schlechter, och fick sitt nu gällande namn av Jimenez. Cynanchum aemulans ingår i släktet Cynanchum och familjen oleanderväxter. Inga underarter finns listade i Catalogue of Life.